# Karin Sulimma

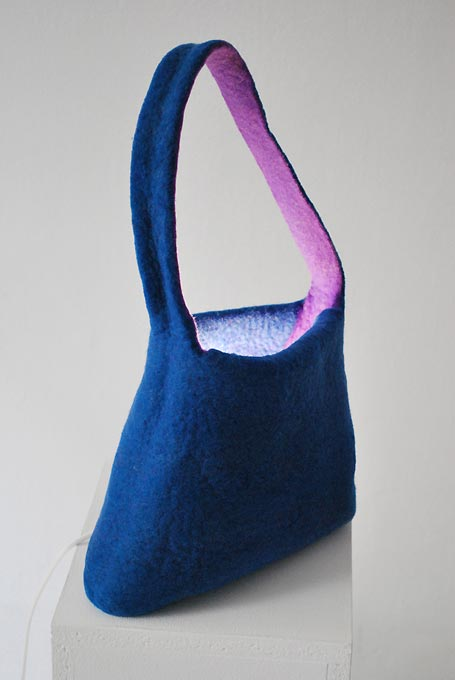
TWO PEOPLE ONE WORK: "Light purse" bei der Biennale für Lichtkunst Austria 2010

Karin Sulimma (* 20. Dezember 1962 in Klagenfurt; † 17. Juli 2011 in Wien) war eine österreichische Künstlerin im Bereich Installationen, Objektkunst und Skulptur. Sie lebte und arbeitete in Wien.

## Leben und Werk
Karin Sulimma absolvierte zuerst eine Lehre als Keramikerin, die sie 1982 mit der Lehrabschlussprüfung beendete. Von 1987 bis 1992 studierte sie an der Akademie der bildenden Künste Wien Bildhauerei bei Bruno Gironcoli. 1997 bis 1999 leitete sie gemeinsam mit dem Saxophonisten und Komponisten Ludwig Bekic das Projekt „Zur Stadt Paris“, eine Plattform verschiedener Ausdrucksformen der bildenden und darstellenden Künste zur „kollektiven Kommunikation“.
Gemeinsam mit Mounty R. P. Zentara leitete sie die Galerie AREA53 in Wien und bildete sie seit 2003 auch die Künstlergruppe „Two people one work“. Sulimma wurde am Hernalser Friedhof in Wien bestattet.

## Preise und Stipendien
- 1993 Chicago-Stipendium, Bundesministerium für Unterricht und Kunst
- 2001 Rom-Stipendium, Bundeskanzleramt für Kunst
- 2004 Theodor-Körner-Preis[1]

## Kataloge und Publikationen
- Anne Katrin Feßler: Gegen den Dreck der Welt immunisieren.[2]
- Arnulf Rohsmann: Karin Sulimma.[3]
- Monat der Fotografie Wien 2008, Fotohof edition 2008 Band 111
- SERVUS AUSTRIA, frame® the state of the art, 20 Sommer 07
- Blickwechsel N0 3 aus der Sammlung, Museum Moderner Kunst Kärnten, 2007
- Monat der Fotografie Wien 2006, Fotohof edition 2006 Band 71
- 2005 Jeju Wind Art Festivals, Sum Art Cultural Institute, Jeju-si, (690-829) Korea

## Film
- 2002 Paolo. Video on DVD, 7.20 min
- 2002 Lipstick. Video on DVD, 40.00 min
- 2000 Rosa Löffel. Video on DVD, 30.00 min

## Ausstellungen (Auswahl)
- 2004  Her story is her story is her.... Møstingshus, København / Danmark
- 2004 Blickwechsel. Aus der Sammlung no. 1. Museum Moderner Kunst Kärnten, Klagenfurt
- 2005 Huis Clos. Roomer's Sight. IG Bildende Kunst, Wien / Österreich
- 2007 blickwechsel No 3. Museum Moderner Kunst Kärnten, Klagenfurt
- 2007 Kleinplastik - DOK NÖ - Niederösterreichisches Dokumentationszentrum für moderne Kunst, St. Pölten[4]
- 2010 Wir leben und arbeiten in Wien. Brighten the Corners. AREA53 Wien
- 2010 Stephanie Guse, Karin Sulimma. Finde Siècle! – Den ländlichen Sonnenschein verwursten. Galerie Michaela Stock, Wien
- 2010 Teilnahme an der Biennale für Lichtkunst Austria 2010 als Teil des Künstlerduos Two People one work

## Werke in Sammlungen
Museum für Moderne Kunst Kärnten, Klagenfurt